# Districtul Szentendre
Szentendre (în maghiară Szentendrei járás) este un district în județul Pest, Ungaria.
Districtul are o suprafață de 326,58 km2 și o populație de 77.720 locuitori (2013).